# Pueblo nijkum
El pueblo nijkum habita en la frontera nigeriana-camerunesa  y forma parte de la etnia jukun. Lo integran unas 4.200 personas del noroeste de Camerún y otras comunidades sin censo registrado en Nigeria. Hablan la variable jakun takum de las lenguas jukunoides.

## Historia
Como toda la etnia jukun su origen es incierto. Estudios lingüísticos sugieren que proceden de los territorios situados entre los montes Mandara y el lago Chad. La tradición oral islamizada sitúa un origen mítico en Yemil, al este de La Meca, de donde habrían salido los ancestros guiados por un líder llamado Agugu, quien los llevó a través del Sudán. Pero la tradición hausa señala un progenitor llamado Kororofa, origen del pueblo jukun y cuyo nombre llevará la capital del reino Jukun. En esta versión del origen jukun, el país natal estaría en el valle del Nilo o el Kordofán.

## Territorios
En Camerún habitan en la región del Noroeste, en el departamento de Menchum, municipio de Furu-Awa, distribuidos en las poblaciones de Ntjieka, Furu-Turuwa, y Furu-Sambari. En Nigeria se concentran en el los estados de Taraba y Benue. En Taraba ocupan territorios del gobierno local de Takum y Bali. En Benue  abarcan zonas del gobierno local Katsina-Ala.

## Religión
Las comunidades nijkum camerunesas mantienen las prácticas religiosas ancestrales (38%) y un 62% de la población participa en alguna iglesia cristiana (65% protestantes, 6% católicos, 29% otros). Mientras que en el pueblo nijkum en zonas nigerianas está en su totalidad ligado a iglesias protestantes cristianas.